# Sport automobile en Belgique

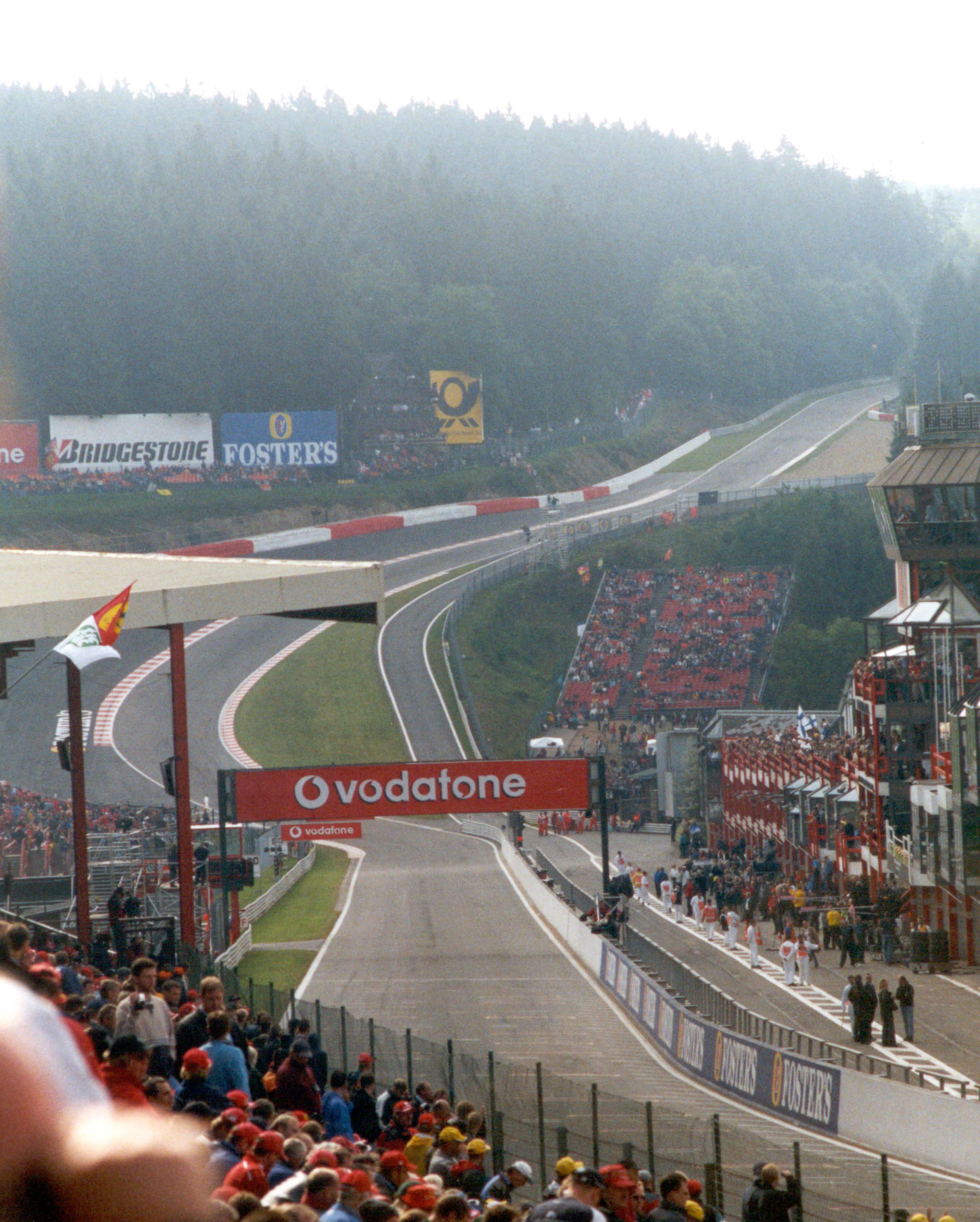
Le raidillon de l'Eau Rouge à Spa, un des enchaînements le plus célèbre au monde.

Le sport automobile est un sport populaire en Belgique. Le pilote le plus connu est Jacky Ickx qui a remporté de nombreuses victoires en Formule 1 et en Endurance. Le Circuit de Spa-Francorchamps accueille depuis 1922 le Grand Prix de Belgique et reste l'un des circuits préférés des pilotes participant au championnat du monde de Formule 1,,.

## Historique

### La Belle-Époque (1895-1914)

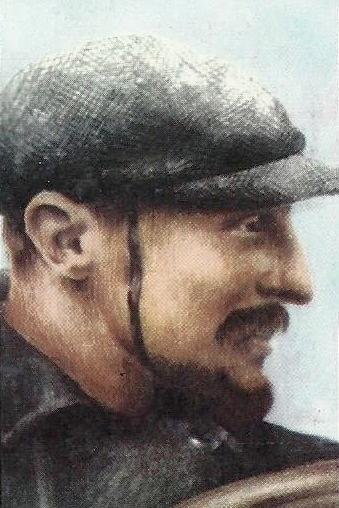
Camille Jenatzy.

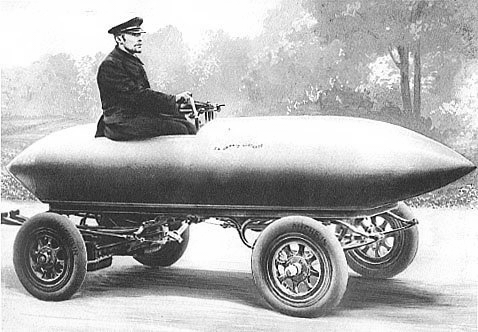
Camille Jenatzy sur La Jamais contente en 1900.

En 1894 se déroule la première course de l'histoire se déroulant en France entre Paris et Rouen. Alors qu'Étienne van Zuylen van Nyevelt fonde avec   l'Automobile Club de France dès 1895, Pierre de Crawhez fonde Royal Automobile Club de Belgique l'année suivante. Dès le mois de juillet le Meeting de Spa, la première course automobile en Belgique, a lieu. 
Le 17 janvier 1899 Camille Jenatzy établit le record de vitesse terrestre en atteignant 66,66 km/h sur une voiture électrique, record immédiatement repris par le Français Gaston de Chasseloup-Laubat. Durant toute l'année, la concurrence entre les deux pilotes fait changer le record de main à cinq reprises. D'autres pilotes belges (Maurice Augières, Arthur Duray et Pierre de Caters) amélioreront ce record entre 1902 et 1904.
De 1900 à 1905 se déroule annuellement le Coupe internationale connue également sous le nom de Coupe Gordon Bennett, . Camille Jenatzy remporte la IVe édition, mais concourant sur une Mercedes 60 HP, la victoire en revient à l'Allemagne. L'année suivante la marque Pipe défendra les couleurs belges. Lors de ces courses la couleur jaune devient la livrée nationale utilisée jusqu'en 1968 en Formule 1.
Parmi les nombreux constructeurs belges, certains s'impliquèrent très tôt en compétition. Ce fut le cas de Minerva (automobile) qui remporta le Circuit des Ardennes 1907 et d'Impéria qui remporta la deuxième édition du Grand Prix de Belgique en 1913.
La Première Guerre mondiale entraîna la suspension de quasiment toutes les épreuves automobiles en Europe. La Belgique, envahie, est durement touchée par les combats. Elle vit sa jeune et prometteuse industrie automobile fragilisée.

### Les années folles (1919-1939)

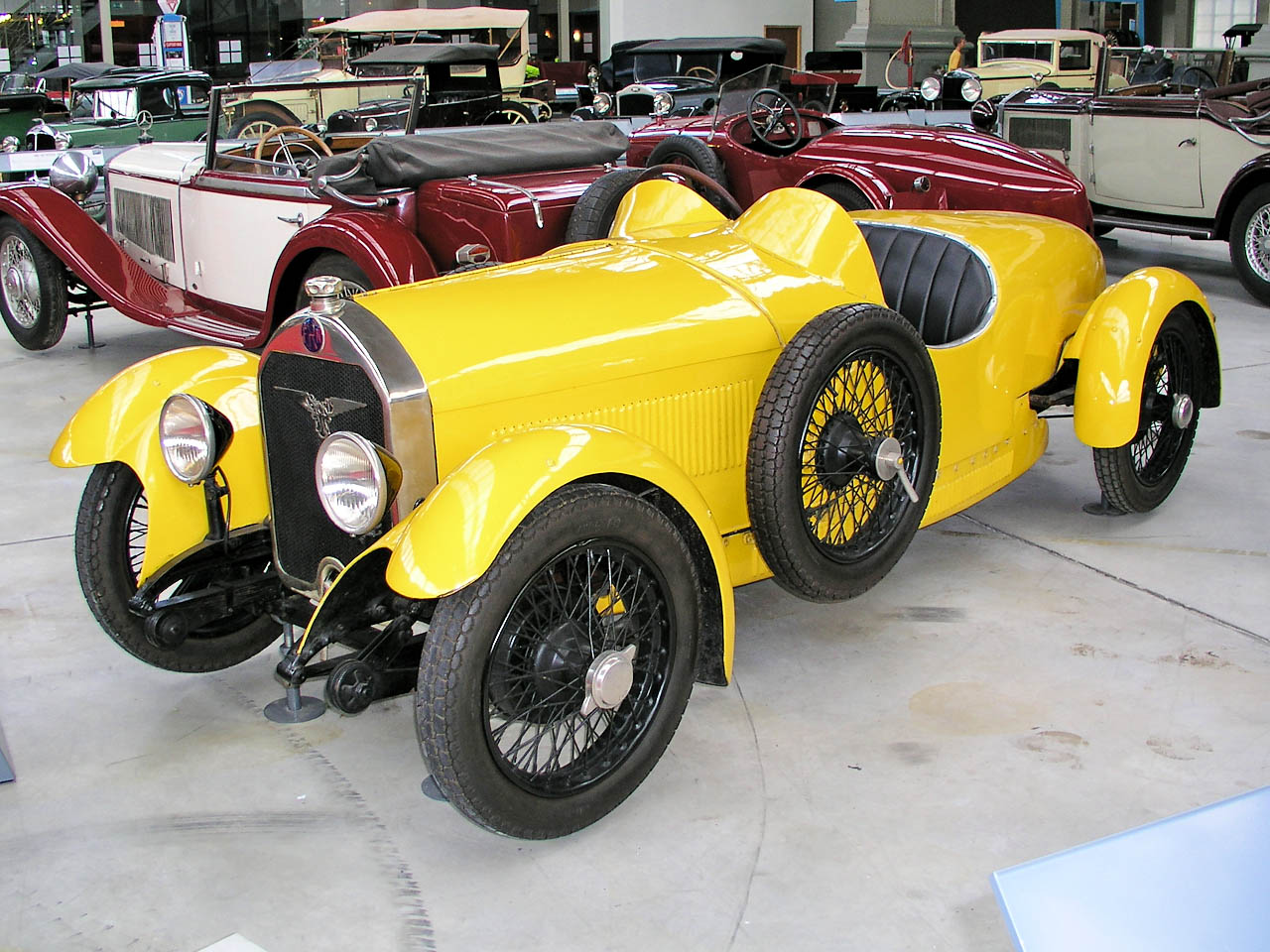
FN 1300 Sport de 1925.

En 1922, René de Knyff devient président de la Commission sportive internationale. Il y restera jusqu'en 1946. Durant cette période il organise les premiers championnats internationaux le Championnat du monde des manufacturiers et le Championnat d'Europe des pilotes, ancêtres du Championnat du monde de Formule 1.

## Circuits majeurs
De nombreux différents circuits ont été utilisés au cours du temps pour différentes compétitions du sport automobile, rendant célèbres plusieurs circuits : 
- Circuit de Spa-Francorchamps
- Circuit de Zolder

## Palmarès

### Pilotes belges champions du monde

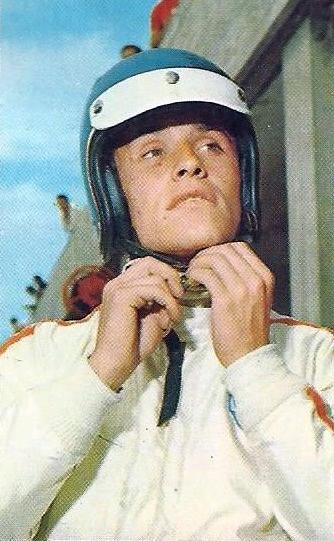
Jacky Ickx

- Championnat du monde de karting
  - François Goldstein : 5 titres en 1969, 1970, 1971, 1972, et 1975
- Championnat du monde des voitures de sport
  - Jacky Ickx : 2 titres en 1982 et 1983.
- Championnat du monde de Formule E
  - Stoffel Vandoorne : 1 titre en 2022
- Championnat du monde d'endurance
  - Laurens Vanthoor : 1 titre en 2024
- Championnat du monde des rallyes
  - Thierry Neuville : 1 titre en 2024

### Constructeurs et écuries belges champions du monde
- W Racing Team : 4 titres en GT en 2013 2014 2015 et 2016

### Pilotes belges vainqueurs d'une coupe du monde ou série internationale de la FIA
- Trophées d'endurance d'endurance FIA
  - Bertrand Baguette : 1 titre en LMP2 en 2013
- FIA GT Series/GT World Challenge Europe Sprint Cup
  - Laurens Vanthoor : 1 titre en 2013
  - Enzo Ide : 1 titre en 2016
  - Dries Vanthoor : 3 titres en 2020, 2021, 2022
  - Charles Weerts : 3 titres en 2020, 2021, 2022

## Honneurs
- Trophée national du Mérite sportif:
  - Hubert Carton de Wiart (1938)
  - Johnny Claes et Jacques Ickx (1951)
  - Gilberte Thirion (1956)
  - Jacky Ickx (1968)
- Champions de Belgique des conducteurs (1938 à 2009)
- Sportif belge de l'année:
  - Jacky Ickx (1982)
  - Thierry Boutsen (1989)
- Autres:
  - Thierry Neuville